# 双星物语Online
《双星物语Online》（Zwei!! Online， ），是以日本Falcom公司2001年开发的动作角色扮演游戏《双星物语》为蓝本，在其授权之下由韩国NEONSOFT与日本Dimps共同开发的一款网络游戏。

## 履历
- 2007年8月 作为日本Falcom旗下第4部被网络化的游戏发布。
- 2009年2月 韩国WEMADE Entertainment取得全球发行权。
- 2009年12月17日 在韩国开始进行首次内测[1]。本次测试评价甚低。[2]
- 2010年12月17日 时隔一年在韩国举行第二次内测。[2]
- 2011年3月24日 在韩国举行第三次内测。[3]
- 2012年5月3日 在韩国正式公测。[4]

## 关联词条
- 双星物语
- 双星物语2